# Адолф фон Буков
Вижте пояснителната страница за други личности с името Адолф.
Адолф Николаус фон Буков (на немски: Adolf Nikolaus von Buccow) е австрийски кавалерийски генерал, произхождащ от северногерманско семейство. Той е генерал-губернатор на австрийското (от 1765 г. Велико) княжество Трансилвания.
Неговите брутални репресивни действия в Трансилвания водят до емигрантски вълни към Влашко и Молдова, усилвайки и укрепвайки латинското влияние в двете области през втората половина на XVIII век – за сметка на православното съществуващо такова.